# Ostzonenmeisterschaften im Turnen 1949
Die Ostzonenmeisterschaften im Turnen wurden 1949 ausgetragen und fanden am 16. Oktober in Leipzig statt.
Im Mehrkampf sicherte sich Heinz Boll den Titel. Zudem gewann er den Pferdsprung, am Barren und am Reck.
Die weiteren Titel gingen an:
- Albin Lätzer – Boden
- Helmut Radochla – Seitpferd